# ORP Bielik (1967)
ORP Bielik (296) – okręt podwodny Marynarki Wojennej typu 207 / Kobben.
Jednostka została zwodowana 27 stycznia 1967 roku w niemieckiej stoczni Nordseewerke, gdzie była budowana na zamówienie Norwegii. Do służby w norweskiej marynarce wojennej weszła w roku 1967 jako KNM „Svenner”, a po wycofaniu ze służby w roku 2001, okręt został przekazany polskiej marynarce wojennej. Podniesienie polskiej bandery nastąpiło 8 września 2003 roku, a wcielenie do służby i nadanie imienia 24 października 2003 roku (matką chrzestną została Jolanta Banach). Od początku roku 2005, ORP „Bielik” wraz z innymi okrętami polskiej marynarki wojennej uczestniczy w natowskiej operacji Active Endeavour na Morzu Śródziemnym. Do lutego 2011 roku, jako PKW Bielik, jednostka uczestniczyła w trzech misjach śródziemnomorskich: styczeń–kwiecień 2005, październik 2006 – marzec 2007 oraz październik 2010 – luty 2011.
W czerwcu 2017 roku brał udział w manewrach BALTOPS.
Na początku 2021 r. Agencja Mienia Wojskowego zapowiedziała przejęcie okrętu od Marynarki Wojennej celem sprzedaży na przełomie trzeciego i czwartego kwartału tego samego roku. Okręt wycofano ze służby 14 grudnia 2021 roku.